# José Ángel Gómez Marchante
José Ángel Gómez Marchante (Madrid, 1980. május 30. –) spanyol profi kerékpáros, jelenleg a kanadai Cervélo TestTeam, korábban a Saunier Duval versenyzője. Profi karrierjének a csúcspontja a 2006-os Vuelta al País Vasco összetettbeli győzelme.
Karrierje 2004-ben kezdődött a Costa de Almería-Paternina-nál. Első komolyabb versenye a 2004-es Vuelta a España volt, ahol összetettben a hetedik helyen végzett.
A 2005-ös Dauphiné Libéré-n a Mont Ventoux szakaszon második lett Alekszandr Vinokurov mögött és összetettben a hetedik helyet szerezte meg.
2008-ban egészségügyi okokra hivatkozva nem indult a Tour de France-on. 
2010-ben visszavonult a versenyzéstől.

## Sikerei
2003
Circuito Montañés 5b szakasz győztese
2004 – Costa de Almería-Paternina
GP CTT Correios de Portugal 2. szakasz győztese
2005 – Saunier Duval-Prodir
2006 – Saunier Duval-Prodir
Vuelta al País Vasco a 6. szakasz és az összetett győztese
2007 – Saunier Duval-Prodir

## Külső hivatkozások
- Profilja a Saunier Duval-Prodir honlapján
- Eredményei trap-friis.dk-n